# Sanna Nielsen
Sanna Viktoria Nielsen (Edenryd, 27 novembre 1984) è una cantante svedese.

## Biografia
Dopo aver vinto il Melodifestivalen 2014 al suo settimo tentativo, ha rappresentato la Svezia all'Eurovision Song Contest 2014 con la sua canzone Undo, classificandosi terza con 218 punti. È stata presentatrice, insieme al comico Robin Paulsson, dell'edizione 2015 del Melodifestivalen.

## Discografia

### Album
- 1996: Silvertoner
- 1997: Min önskejul
- 2006: Nära mej, nära dej
- 2007: Sanna 11-22
- 2008: Stronger
- 2011: I'm in Love
- 2012: Vinternatten
- 2013: Min jul
- 2014: 16 bästa
- 2014: 7

### Singoli
- 2005: Vägen hem
- 2006: Nära mej
- 2006: Rör vid min själ
- 2007: Vågar du, vågar jag
- 2008: Empty Room
- 2008: Nobody Without You
- 2010: Devotion
- 2014: Undo